# Sveriges geografi

Karta över Sverige med topografi och några större orter utmärkta.

Sverige ligger i norra Europa, på den östra delen av den skandinaviska halvön. Landet gränsar till Norge i väster, en mindre bit av Finland i nordost. Landet har också maritima gränser till Danmark i sydväst, större delen av Finland i öst, Estland, Lettland, Litauen i sydost, Polen, Tyskland samt Ryssland (Kaliningrad) i söder. De omgivande vattnen är Bottenviken och Bottenhavet och Östersjön i öster och söder, samt i sydväst Skagerrak, Kattegatt och Öresund. Sverige utgör en del av det geografiska området Norden.

## Beskrivning
Sverige är en del av den fennoskandiska urbergsskölden, vilket borgar för en stabil geologi, förskonad från jordbävningar och vulkaner. Terrängen är i söder vanligen platt eller med låga kullar, medan den från mellersta Svealand och norrut övergår i kraftigare kuperade höjder i främst inlandet. I väster reser sig fjällkedjan Skanderna mot norska gränsen. Plattare områden förekommer längst upp i nordost längs kusten och vid finska gränsen, samt enstaka utspridda slätt- och myrområden i delar av norra, mellersta och södra Norrland. Dock saknas större och utpräglade slättlandskap. Topografi och terräng har formats av flera återkommande nedisningar under istider samt av de mellanliggande värmeperioderna. Kraftig landhöjning har resulterat i lerrika låglandskap i Uppland liksom i branta kustklippor vid Höga kusten. Landskapet är ovanligt rikt på sjöar.
Sverige har ett tämligen milt tempererat klimat, trots sitt nordliga läge, vilket beror på värme från Golfströmmen. Landet täcks till största delen av skog, vilken utgör en utlöpare av tajgan, världens största skogsregion. Allra längst i söder är lövträd dominerande. Dessa övergår snart i blandskog. Landets mellersta och norra delar domineras av barrskogar och härdiga björkar. I Sveriges nordligaste del, som präglas av fjäll, har landet ett subarktiskt klimat. Norr om polcirkeln går solen inte ner under sommaren, och midvinternatten avbryts där endast av några timmars gryning och skymning.
Öster om Sverige ligger Östersjön och Bottniska viken. Det ger landet en lång kustlinje, vilken i sig också påverkar klimatet. I väst ligger den skandinaviska fjällkedjan (också kallad Skanderna, vars vattendelare mellan västliga och östliga vattendrag kallas Kölen). Den skiljer Sverige från Norge och riksgränsen följer själva vattendelaren ganska exakt, alltsedan 1700-talet. Älvarna i norr – de så kallade norrlandsälvarna – flyter alltså som regel österut och hinner ofta bli ganska breda.
Södra Sverige, framför allt den sydligaste delen och i synnerhet Skåne, är till stora delar jordbruksmark. I centrala Götaland reser sig dock det skogklädda Småländska höglandet. Sammanhängande skog täcker större delen av övriga landet. Befolkningstätheten är också större i de södra delarna, med centrum i Mälardalen och Öresundsregionen. I söder rinner många vattendrag upp i mitten av det så kallade Sydsvenska höglandet och rinner av i alla möjliga riktningar. Älvarna i Sverige blir därför aldrig lika långa och stora i söder som i norr. På grund av att älvarna dock är mindre i södra Sverige förbättras jordbruksmarken i viss mån.
Sveriges högsta berg är Kebnekaise, på 2 097 meter över havet. De två utmärkande största öarna är Gotland och Öland, och de två största sjöarna är Vänern och Vättern. Från den nordligaste punkten, Treriksröset, till den sydligaste, Smygehuk, är Sverige 1 572 kilometer långt.
Skog, vattenkraft och järnmalm är viktiga naturresurser.

## Geografiska data

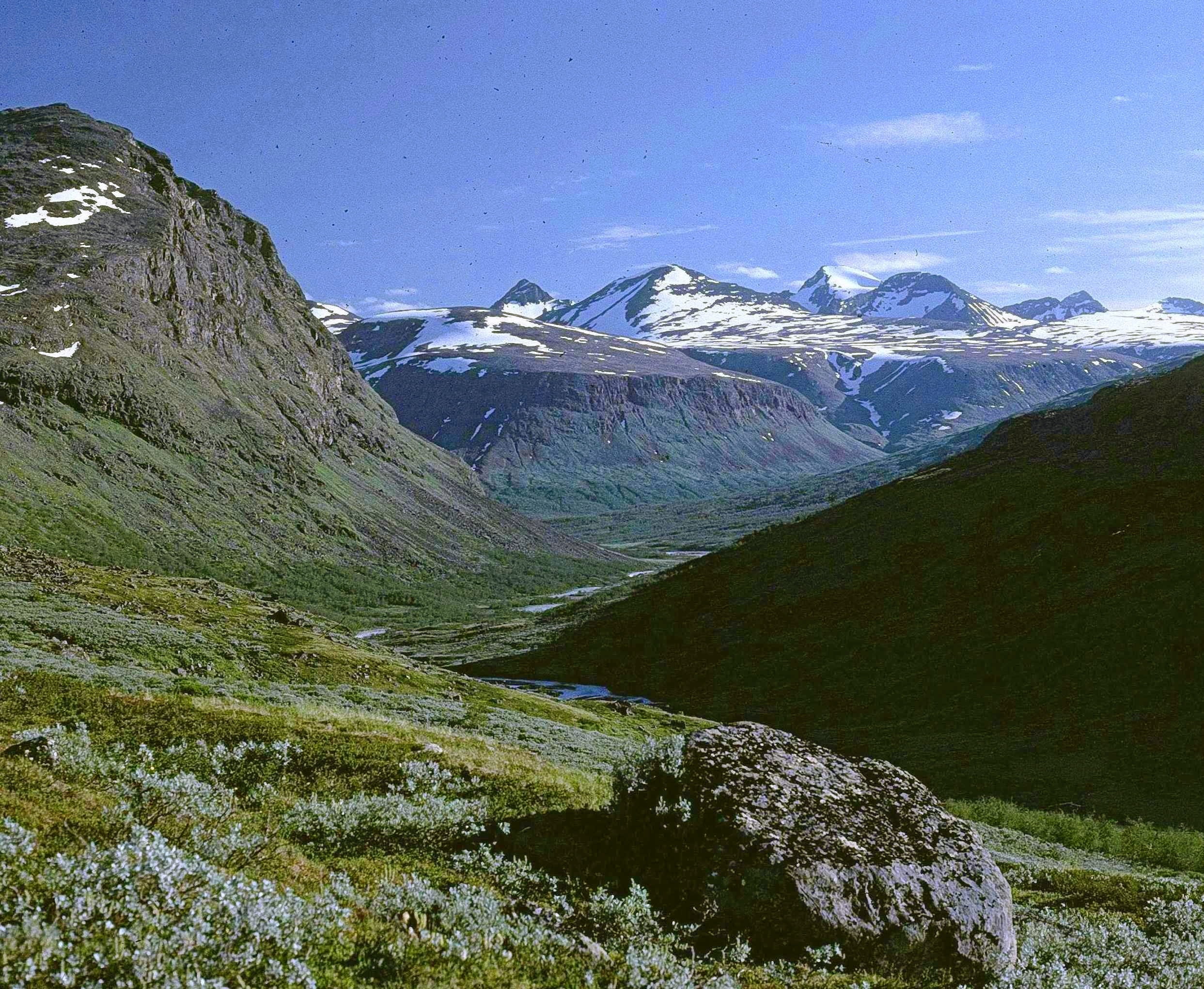
Fjällterräng i Rapadalen i Sareks nationalpark.

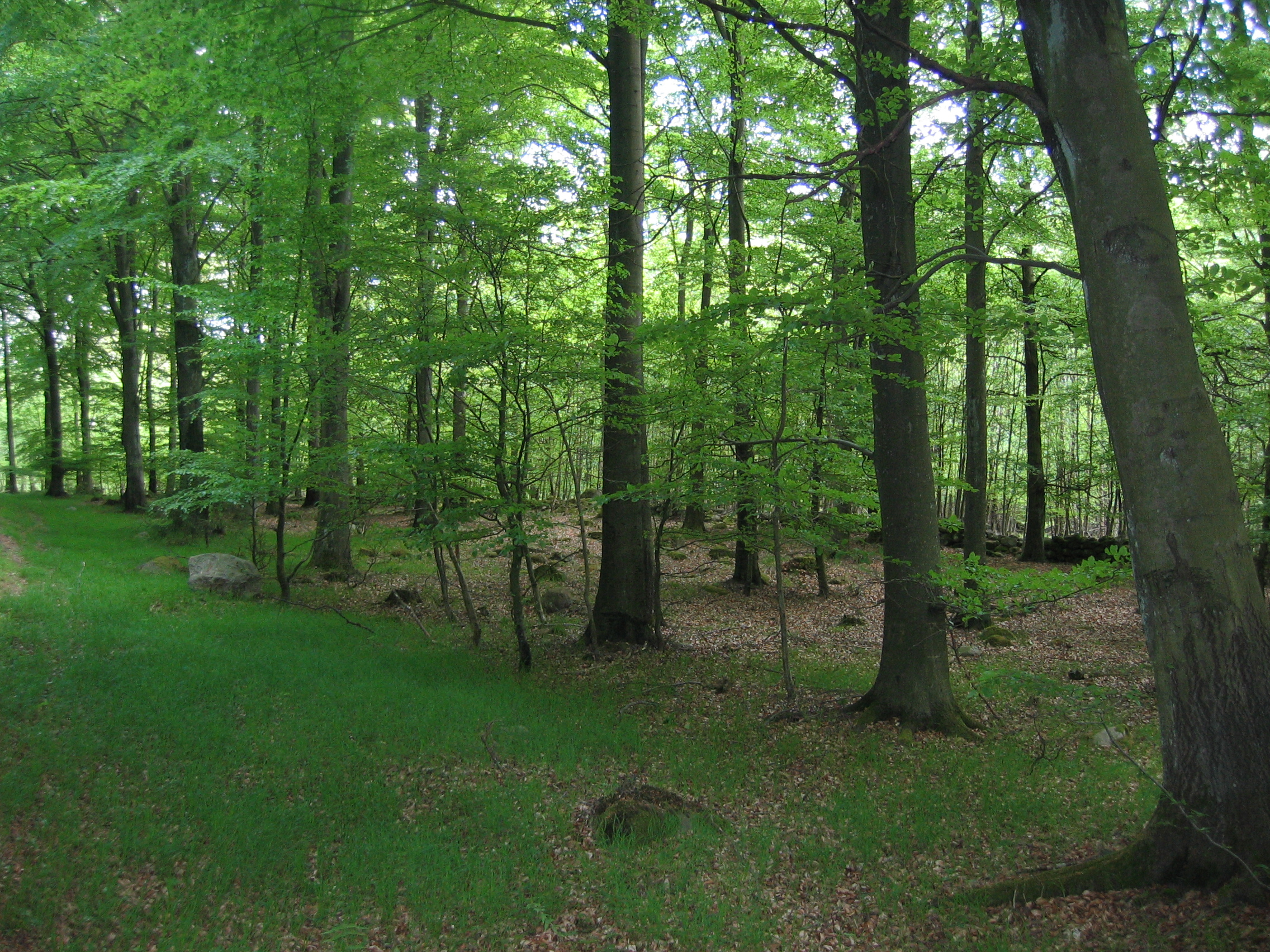
Bokskog på Söderåsen i Skåne.

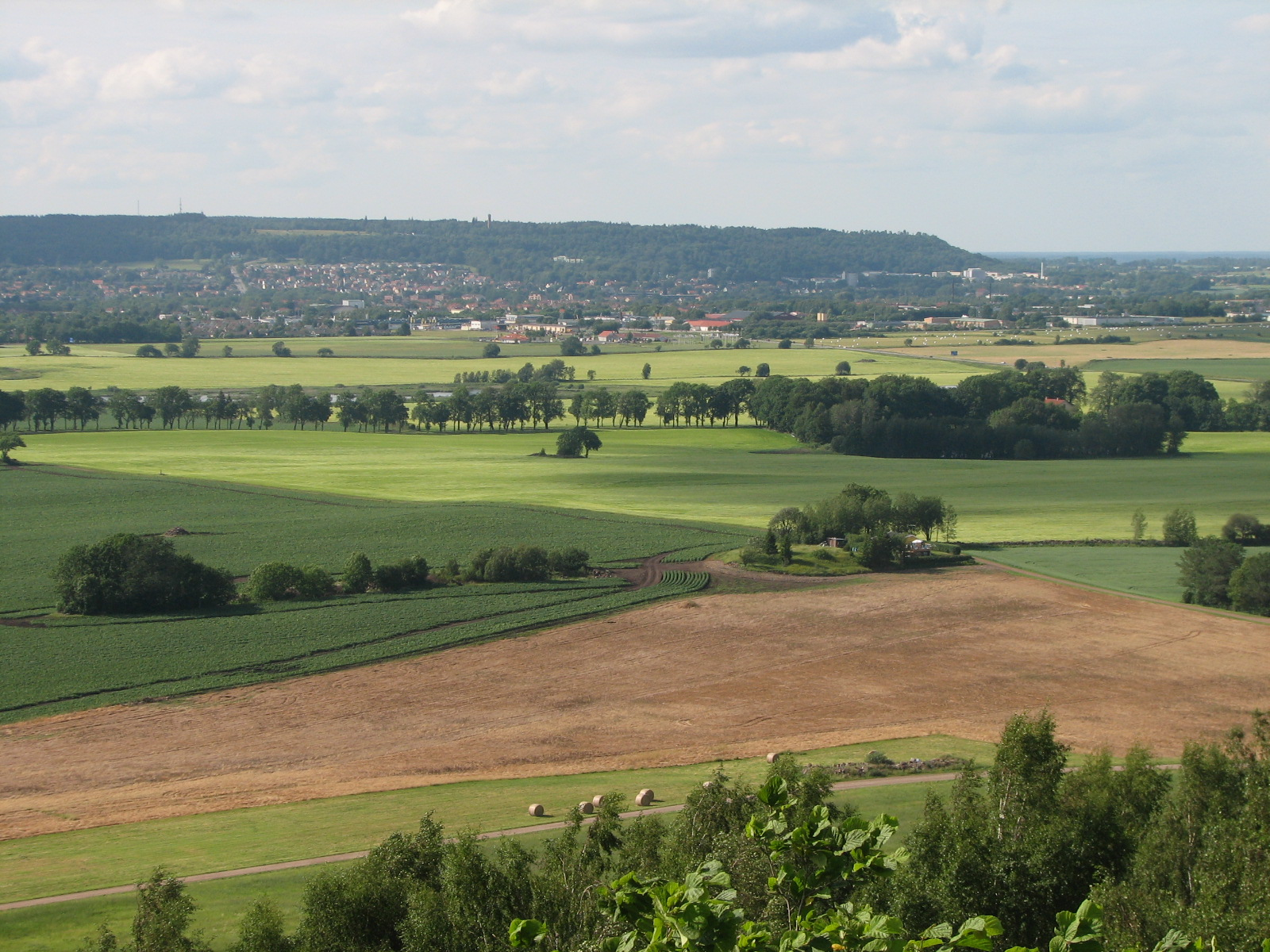
Slättlandskap mellan Ålleberg och Mösseberg i Falköping Västergötland.

### Koordinater
- 62°00' nord
- 15°00' ost

### Ytterpunkter
- Nordligaste punkt: Treriksröset
- Ostligaste punkt: Kataja
- Sydligaste punkt: Smygehuk
- Västligaste punkt: Stora Drammen

### Mittpunkt
- Sveriges geografiska mittpunkt

### Yta
- totalt: 528 860,70 km² (inklusive hav)
- land: 407 283,53 km²
- vatten (sjöar, vattendrag): 40 141,61 km²
- hav: 81 435,56 km² [2]

### Mått
- längd: 1 572 km från norr till söder
- bredd: 499 km. [3]

### Gränser
- landgränser: Finland 586 km, Norge 1 619 km, totalt 2 205 km
- kust: 3 218 km

### Högsta och lägsta punkt
- Lägsta punkt: Utanför Kristianstad –2,41 m. Kanske kan man räkna den nedsänkta motorvägen vid Ljungskile som Sveriges lägsta punkt (undantaget tunnlar). Den ligger ca 5 meter under havsytan.
- Högsta punkt: Kebnekaise 2 097 m. [4]

### Antal sjöar
Sverige har 96 000 insjöar med en yta på minst 1 hektar. Så många sjöar finns listade i SMHI:s sjöregister. Totalt finns det 267 570 insjö- och havsöar i Sverige.

## Administrativ indelning
Se: Sveriges administrativa indelning

## Befolkning

### Städer

Befolkningstäthet i Sveriges län, angiven i personer/km²
0–9,9
10–24,9
25–49,9
50–99,9
100–199,9
200+

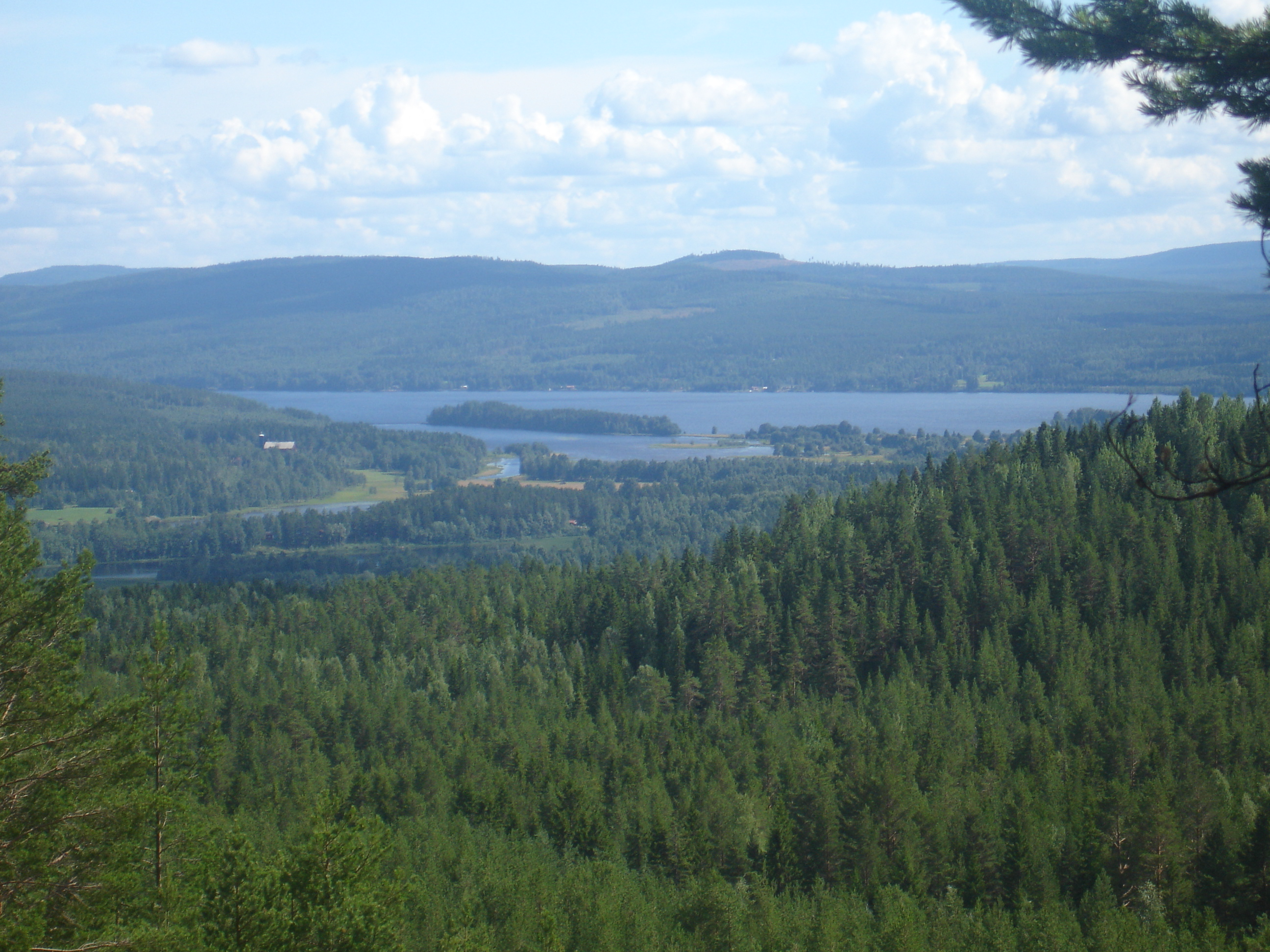
Barrskog i Järvsö i Hälsingland.

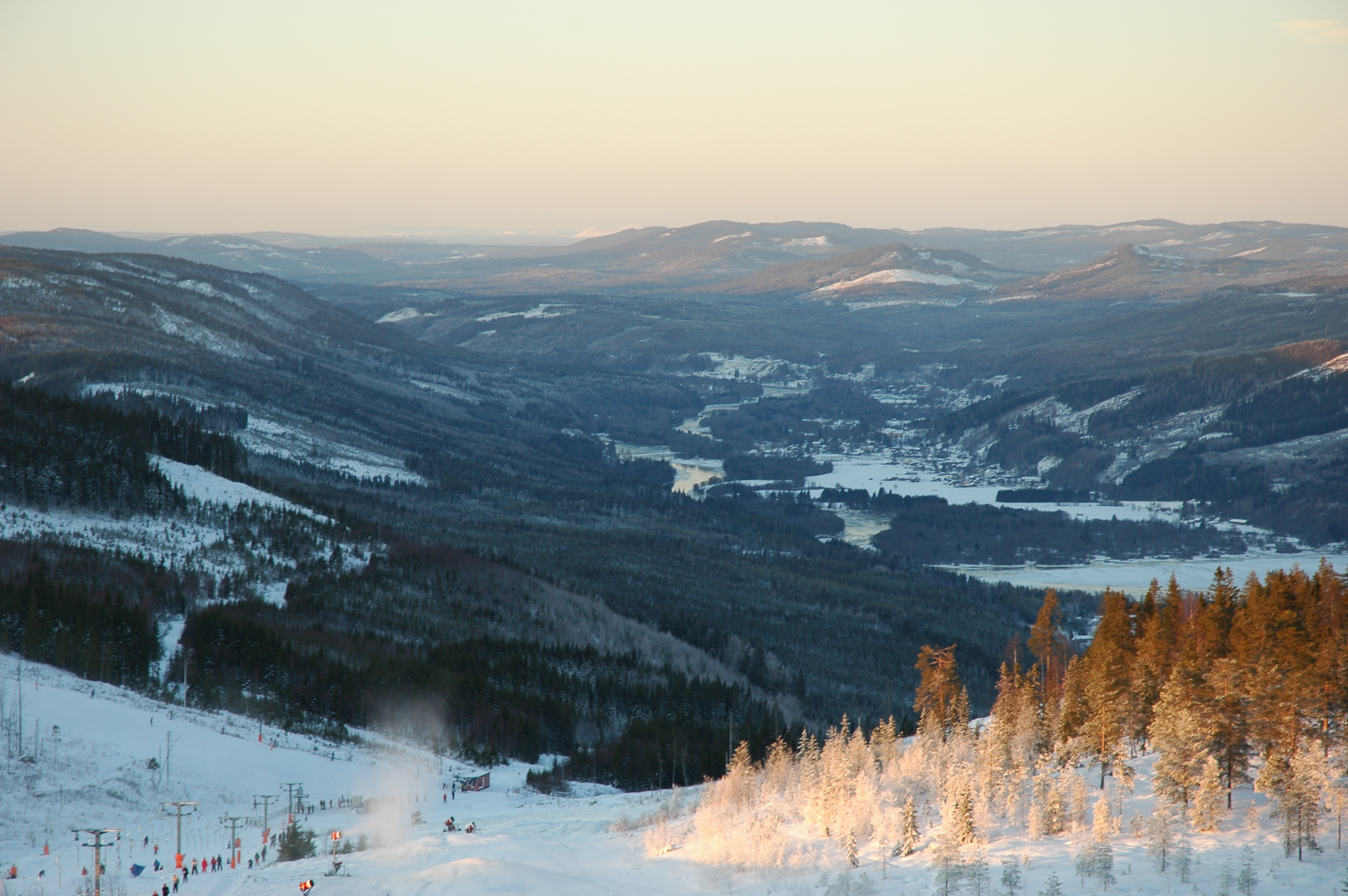
Vinterlandskap i Branäs.

Stad är i Sverige ett ortsbegrepp som saknar officiellt fastställd betydelse. Under historiens gång har begreppet använts på olika sätt. Först i en mer allmän betydelse, plats, ort, sedan en köpstad det vill säga fast handelsplats, från medeltiden en tätort som fått stadsprivilegier, mellan 1863 och 1971 för en typ av kommun (ursprungligen med egen jurisdiktion) och därefter utan juridisk betydelse. Som mest fanns 133 städer. Ett mindre antal svenska kommuner använder begreppet stad om hela kommunen, men i allmänt språkbruk har betydelsen frysts, och används vanligen om stadskärnan i de tätorter som varit huvudort i städer före 1971.
Nedanstående är de tio största tätorterna i Sverige, med folkmängd vid årsskiftet 2018/2019. Alla, förutom Upplands Väsby och Sollentuna, har haft status som städer, dock med andra gränser.
1. Stockholm – 1 584 196
2. Göteborg – 592 042
3. Malmö – 317 245
4. Uppsala – 160 926
5. Upplands Väsby och Sollentuna – 146 102
6. Västerås – 126 190
7. Örebro – 124 027
8. Linköping – 113 042
9. Helsingborg – 110 520
10. Jönköping – 97 996

## Klimat
Sverige har ett oftast milt tempererat klimat trots sitt nordliga läge, vilket beror på värme från Golfströmmen. I Sveriges nordligaste del, som präglas av fjäll, har landet ett subarktiskt klimat.

## Berggrund

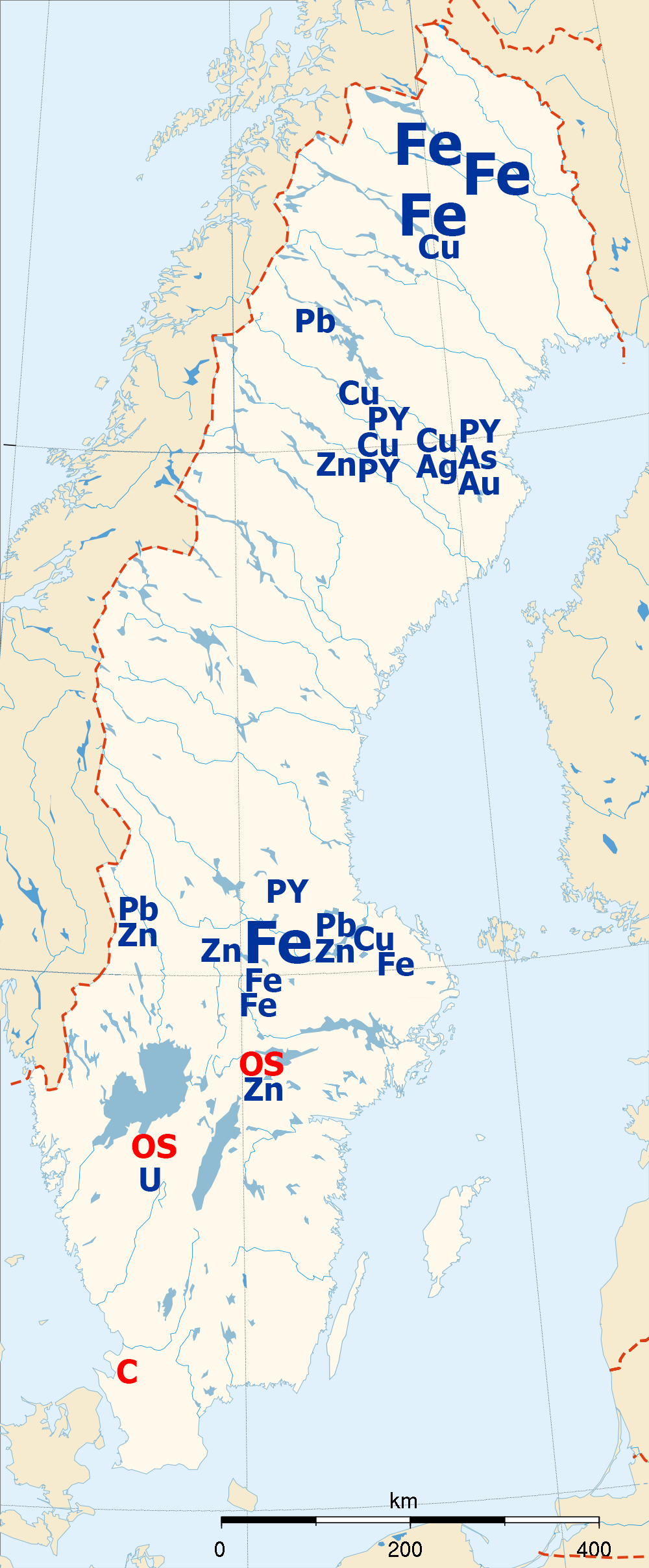
Sveriges naturresurser. Fe — Järnmalm, PY — Svavelkis, Cu — Koppar, Zn — Zink, As — Arsenik, Ag — Silver, Au — Guld, Pb — Bly, U — Uran; C — Kol (bränsle), OS — Oljeskiffer

Större delen av Sveriges berggrund utgörs av den Fennoskandiska urbergsskölden och består av graniter och gnejser. De äldsta delarna av denna ligger utanför Sveriges gränser, men i norra Lappland finns områden med omkring 2,9 till 2,8 miljarder år gammal berggrund, delvis dock om omvandlad genom en bergveckning, då större delen av övre Norrlands berggrund tillkommit, för omkring 1 880 miljoner till 1 780 miljoner år sedan. Huvuddelen av berggrunden i Mellansverige är bildad för 1 900 miljoner till 1840 miljoner år sedan medan den i centrala Svealand bildats för 1905 till 1870 miljoner år sedan. Större delen av dessa bildningar hör till den svekokarelska bergveckningen, en nu helt bortvittrad bergskedja som sträckte sig bort till Kolahalvön bildades.
Det transskandinaviska magmatiska bältet som sträcker sig från norra Blekinge över Småland upp mot Värmland Dalarna och Jämtland är huvudsakligen bildat mellan 1 850 miljoner och 1 650 miljoner år sedan. Bältet har i norr dolts i den bergveckning som förekom i samband med bildandet av Kaledoniderna för 490 miljoner år sedan. I fjällen finns därför rester av yngre berggrund som inlagrats i dessa bergveckningar.
I det sydvästskandinaviska som sträcker sig öster om detta område från norra Skåne till norska gränsen och Bohuslän, Dalsland och Värmland har bildats för mellan 1 800 miljoner och 900 miljoner år sedan. Berggrunden här är resultatet av två olika bergveckningar, svekonorvegiska bergveckningen som inträffat för omkring 950 miljoner år sedan och en äldre, den gotiska bergveckningen för omkring 1 750 miljoner till 1 550 miljoner år sedan.
I Blekinge har berggrunden huvudsakligen bildats för mellan 1 800 miljoner och 1 400 miljoner år sedan.
Fennoskandiska urbergsskölden har huvudsakligen bildats på ett djup av 10 till 30 kilometer och utgör alltså endast botten av dessa bergskedjor. Under de fossilbildande perioderna Kambrium, Ordovicium och Silur var dessa bergskedjor helt bortvittrade. Dagens Sverige utgjorde under Kambrium huvudsakligen havsbotten, på vilka sediment med fossil, i form av sandsten, kalksten och lerskiffer avsatt sig. På grund av senare vittring har dock dessa lager försvunnit från stora delar av Sverige och finns endast kvar i mindre områden. Hit hör fjällkedjeranden, där särskilt i Jämtland finns rika avlagringar från Kambrium och Ordocium i form av skiffer, kalksten, bland annat orsten. Avlagringar från Vendium i form av sandsten och lersten är endast kända från ett område i norra Lappland.
Andra områden är Siljansringen där ett meteoritnedslag ställt avlagringarna på högkant och därigenom skyddat de nedre lagren från vittring, och Västgötabergen, magma som bildat diabas skyddat bergen från nedbrytning. Lägre belägna områden innehåller också bevarade avlagringar, såsom under Närkeslätten och Östgötaslätten, vid Kalmarsundsområdet jämte Öland och Gotland, och vid Gävlebukten med Bottenhavet. Till stora delar finns dessa lager även kvar på Östersjöns botten. Då Sverige genom bildandet av Kaledoniderna höjde sig ur havet för omkring 400 miljoner år sedan upphörde avsättningen av sediment. Skåne har dock legat lägre, och där fortsatte sedimentationen. I Skåne finns sand- och lerstenar som bildats genom sediment avsatta på land och i vatten nära kusten för omkring 215 till 100 miljoner år sedan. Kristianstadsslätten och sydvästra Skånes kalkstensberggrund utgörs av kalkslam som avsatts på havsbottnen under Tertiär fram till för omkring 40 miljoner år sedan.

## Naturresurser

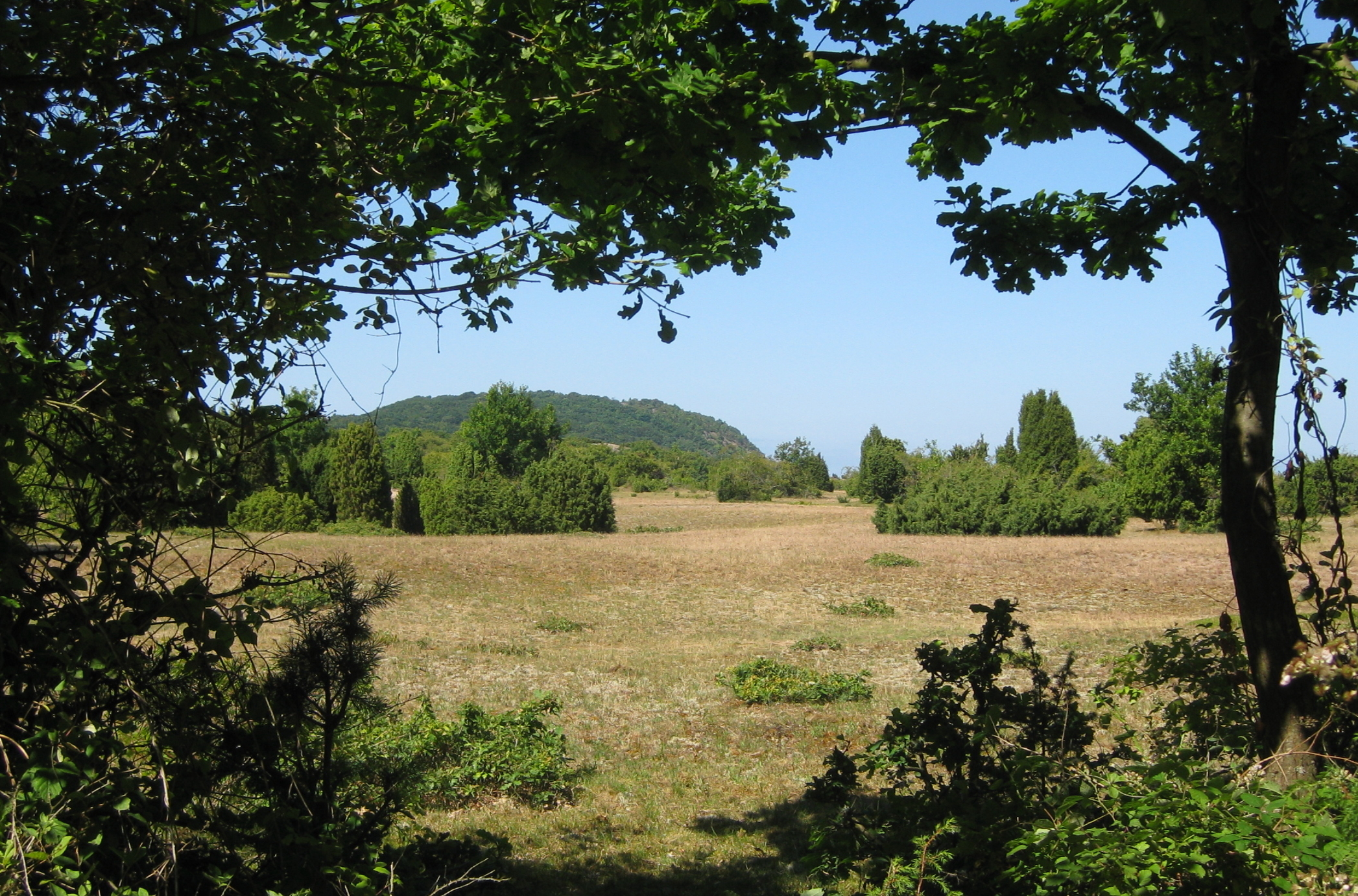
Stenshuvud.

- Zink
- Järn
- Bly
- Koppar
- Silver
- Timmer
- Uran
- Vattenkraft
- Guld

## Markanvändning
- Åkermark: 2 633 457 hektar (6,53 %)
- Betesmark: 451 908 hektar (1,12 %)

Graf som visar markanvändningen i Sverige. Vatten har exkluderats, och likaså täkter, gruvområden, golfbanor och skidpistar.

- Skogsmark, produktiv: 22 475 000 hektar (55,74 %)
- Skogsmark, improduktiv: 5 800 000 hektar (14,38 %)
- Bebyggd mark med tillhörande mark: 1 150 450 hektar (2,85 %)
- Täkter och gruvområden: 60 647 hektar (0,15 %)
- Golfbanor och skidpistar: 35 659 hektar (0,09 %)
- Öppen myr (exklusive torvtäkter): 3 684 990 hektar (9,05 %)
- Naturligt gräsbevuxen mark: 3 230 100 hektar (7,93 %)
- Berg i dagen och övrig mark: 1 211 712 hektar (2,97 %)
- Total landareal: 40 733 923 hektar
- Areal vatten (exklusive havsvatten): 4 007 930 hektar

Siffror från 2010.

## Miljö
Miljöproblem i Sverige inbegriper försurat regn som skadar sjö och mark, nedsmutsning och övergödning av Nordsjön och framför allt Östersjön.
I Belgradrapporten om Europas miljöproblem nämns fem stora problemområden för hela Europa, inklusive Sverige: Ökad konsumtion tär på naturresurser och ger en ökad avfallsmängd, luftföroreningarna ökar i Östeuropa, vilket påverkar även länder som Sverige som själva minskat sina utsläpp, den höga energiförbrukningen bidrar till klimatförändringar, den biologiska mångfalden minskar och havsresurserna är hårt ansträngda genom övergödning och utfiskning.
I Sverige beräknas 5 000 människor dö i förtid varje år till följd av luftföroreningar som kvävedioxid, småpartiklar och marknära ozon. Ökande vägtrafik är den viktigaste orsaken till dålig luftkvalitet. Lokalt ger också användningen av dubbdäck sämre luftkvalitet, ett problem som bara förekommer i ett fåtal länder. Situationen i Östersjön har varit kritisk i många år, med övergödning, bottendöd, upprepade oljeutsläpp och utfiskning.
Sverige har mycket god tillgång på färskvatten av god kvalitet i hela landet. I vissa mindre lokala områden kan dock utdikning leda till uttorkning av landskapet. Sverige är ett av de länder som satsar mest pengar och resurser på miljöåtgärder och miljöskydd. Mängderna av flera kända miljögifter som polyklorerade bifenyler, DDT och bly har minskat i Sverige de senaste decennierna. Stora insatser har gjorts för att skydda och stärka hotade djur- och växtarter. Flera däggdjurs- och fågelarter som tidigare varit utrotningshotade i Sverige, är idag ohotade eller på väg tillbaka. Bland dessa finns havsörn och gråsäl.

## Listor

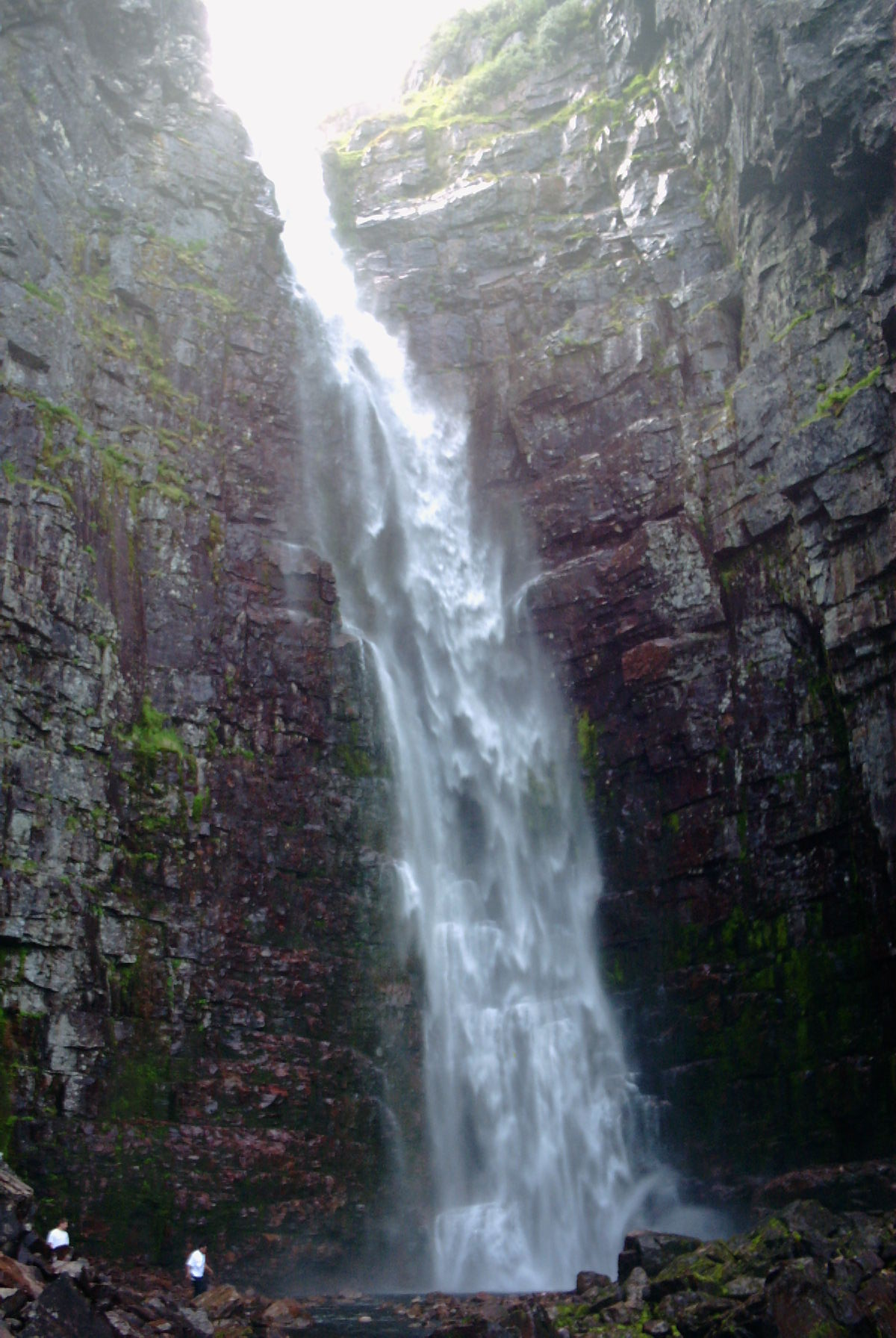
Njupeskär, det högsta vattenfallet i Sverige.

- De tio största sjöarna i fallande storleksordning: Vänern, Vättern, Mälaren, Hjälmaren, Storsjön, Siljan, Torne träsk, Hornavan, Uddjaure och Bolmen.
- De tio största öarna i fallande storleksordning: Gotland, Öland, Södertörn[15], Orust, Hisingen, Värmdön, Tjörn, Väddö och Björkö, Fårö och Selaön.
- Sveriges tio längsta älvar: Klarälven, Torne älv, Dalälven, Ume älv, Ångermanälven, Lule älv, Vindelälven, Kalix älv, Ljusnan och Indalsälven.
- De tio högsta bergstopparna: Kebnekaise (Nordtoppen), Kebnekaise (Sydtoppen), Sarektjåkkå (Stortoppen), Kaskasatjåkka, Sarektjåkkå (Nordtoppen), Kaskasapakte, Sarektjåkkå (Sydtoppen), Akka (Stortoppen), Akka (Nordvästtoppen), Sarektjåkkå (Buchttoppen).